# Meldevlinder
De meldevlinder (Trachea atriplicis) is een nachtvlinder uit de familie Noctuidae (uilen). De voorvleugellengte bedraagt tussen de 20 en 22 millimeter. De soort komt verspreid over Europa voor. Hij overwintert als pop.

## Habitat
De meldevlinder is vooral te vinden in moerassen en vochtige weiden.

## Waardplanten
De meldevlinder heeft als waardplanten allerlei kruidachtige planten, zoals melde, gewoon varkensgras, ganzenvoet en zuring.

## Voorkomen in Nederland en België
De meldevlinder is in Nederland een algemene soort, die in de drie zuidelijke provincies minder wordt waargenomen, en in België een niet zo algemene soort. De vlinder kent twee generaties die vliegen van halverwege mei tot halverwege oktober.